# Афера Оливера Твиста
«Афера Оливера Твиста» (англ. Twist) — британская криминальная драма, снятая Мартином Оуэном. Фильм является современной интерпретацией романа Чарльза Диккенса 1838 года «Приключения Оливера Твиста». Фильм был выпущен на Sky Cinema 29 января 2021 года. В России фильм вышел 28 января 2021 года.

## В ролях
- Рафферти Лоу — Оливер Твист
- Майкл Кейн — Фейгин
- Лина Хиди — Сайкс
- Рита Ора — Додж
- Ноэль Кларк — Браунлоу
- Франц Драмех — Бэйтси
- Софи Симнетт — Рэд
- Дэвид Уолльямс — Лосберн
- Джейсон Маца — Бедуин

## Производство
Фильм был спродюсирован Pure Grass Films вместе с Unstoppable Film and Television и First Access Entertainment Film and Television.

## Релиз
Sky Cinema занимается дистрибуцией фильма в Великобритании, а Saban Films — в Северной Америке. Первоначально планировалось выпустить фильм в 2020 году. Однако релиз был перенесён на 2021 год.